# Mîrohoșcea Druha, Dubno
Mîrohoșcea Druha (în ucraineană Мирогоща Друга) este un sat în comuna Mîrohoșcea Perșa din raionul Dubno, regiunea Rivne, Ucraina.

## Demografie
Componența lingvistică a localității Mîrohoșcea Druha
     Ucraineană (99,54%)
     Alte limbi (0,37%)
Conform recensământului din 2001, majoritatea populației localității Mîrohoșcea Druha era vorbitoare de ucraineană (99,54%), existând în minoritate și vorbitori de alte limbi.